# Playoffs NBA 2009
Los Playoffs de la NBA de 2009 fueron el torneo final de la temporada 2008-09 de la NBA.

## Formato
El formato del 2009 fue el mismo que el de los Playoffs del 2008.
- Los 8 mejores equipos de cada conferencia se clasifican para los playoffs.
  - Los cuatro mejores clasificados son los tres campeones de división más el siguiente mejor equipo en cuanto a balance de victorias-derrotas.
  - Los restantes 4 son elegidos según sus posiciones (mejor balance).

- Las series se juegan a un formato al mejor de 7 partidos, en las que el equipo que posee la ventaja de campo disputará los partidos 1, 2, 5 y 7; mientras que el resto de partidos se jugarán en el pabellón del equipo contrario.
  - Excepción: Para las finales de la NBA se ha decidido que el equipo con ventaja de campo disputará los partidos 1, 2, 6 y 7, mientras que el otro jugaría en casa los partidos 3, 4 y 5.

## Clasificación Playoff

### Conferencia Este
Cleveland Cavaliers consiguió el mejor récord de la temporada (66 victorias, 16 derrotas), el mismo récord que consiguió Boston Celtics el año anterior. Debido a esta marca poseería ventaja de campo durante todos los partidos de playoff.
1. Cleveland Cavaliers (66-16, líder de la División Central)
2. Boston Celtics (62-20, líder de la División Atlántico)
3. Orlando Magic (59-23, líder de la División Sureste)
4. Atlanta Hawks (47-35)
5. Miami Heat (43-39)
6. Philadelphia 76ers (41-41)
7. Chicago Bulls (41-41)
8. Detroit Pistons (39-43)

### Conferencia Oeste
Por su parte los Lakers conseguirían el mejor récord en el Oeste. En los siguientes puestos se produciría un triple empate. Resuelto en favor de Denver Nuggets por haber ganando más partidos a sus rivales directos.
1. Los Angeles Lakers (65-17, líder de la División Pacífico)
2. Denver Nuggets (54-28, líder de la División Noroeste)
3. San Antonio Spurs (54-28, líder de la División Suroeste),
4. Portland Trail Blazers (54-28)
5. Houston Rockets (53-29)
6. Dallas Mavericks (50-32)
7. New Orleans Hornets (49-33)
8. Utah Jazz (48-34)

## Cuadro de Enfrentamientos
|  | Primera Ronda     | Primera Ronda | Primera Ronda |   |              | Semifinales de Conferencia | Semifinales de Conferencia | Semifinales de Conferencia |  |    | Finales de Conferencia | Finales de Conferencia | Finales de Conferencia |  |    | Finales de la NBA | Finales de la NBA | Finales de la NBA |
|  |                   |               |               |   |              |                            |                            |                            |  |    |                        |                        |                        |  |    |                   |                   |                   |
|  | E1                | *Cleveland    | 4             |   |              |                            |                            |                            |  |    |                        |                        |                        |  |    |                   |                   |                   |
|  | E8                | Detroit       | 0             |   |              |                            |                            |                            |  |    |                        |                        |                        |  |    |                   |                   |                   |
|  | E8                | Detroit       | 0             |   | E1           | *Cleveland                 | 4                          |                            |  |    |                        |                        |                        |  |    |                   |                   |                   |
|  |                   |               |               |   | E1           | *Cleveland                 | 4                          |                            |  |    |                        |                        |                        |  |    |                   |                   |                   |
|  |                   | E4            | Atlanta       | 0 |              |                            |                            |                            |  |    |                        |                        |                        |  |    |                   |                   |                   |
|  | E4                | E4            | Atlanta       | 0 | Atlanta      | 4                          |                            |                            |  |    |                        |                        |                        |  |    |                   |                   |                   |
|  | E4                |               |               |   | Atlanta      | 4                          |                            |                            |  |    |                        |                        |                        |  |    |                   |                   |                   |
|  | E5                | Miami         | 3             |   |              |                            |                            |                            |  |    |                        |                        |                        |  |    |                   |                   |                   |
|  | E5                | Miami         | 3             |   |              |                            |                            |                            |  | E1 | *Cleveland             | 2                      |                        |  |    |                   |                   |                   |
|  | Conferencia Este  |               |               |   |              |                            |                            |                            |  | E1 | *Cleveland             | 2                      |                        |  |    |                   |                   |                   |
|  |                   | E3            | *Orlando      | 4 |              |                            |                            |                            |  |    |                        |                        |                        |  |    |                   |                   |                   |
|  | E3                | E3            | *Orlando      | 4 | *Orlando     | 4                          |                            |                            |  |    |                        |                        |                        |  |    |                   |                   |                   |
|  | E3                |               |               |   | *Orlando     | 4                          |                            |                            |  |    |                        |                        |                        |  |    |                   |                   |                   |
|  | E6                | Philadelphia  | 2             |   |              |                            |                            |                            |  |    |                        |                        |                        |  |    |                   |                   |                   |
|  | E6                | Philadelphia  | 2             |   | E3           | *Orlando                   | 4                          |                            |  |    |                        |                        |                        |  |    |                   |                   |                   |
|  |                   |               |               |   | E3           | *Orlando                   | 4                          |                            |  |    |                        |                        |                        |  |    |                   |                   |                   |
|  |                   | E2            | *Boston       | 3 |              |                            |                            |                            |  |    |                        |                        |                        |  |    |                   |                   |                   |
|  | E2                | E2            | *Boston       | 3 | *Boston      | 4                          |                            |                            |  |    |                        |                        |                        |  |    |                   |                   |                   |
|  | E2                |               |               |   | *Boston      | 4                          |                            |                            |  |    |                        |                        |                        |  |    |                   |                   |                   |
|  | E7                | Chicago       | 3             |   |              |                            |                            |                            |  |    |                        |                        |                        |  |    |                   |                   |                   |
|  | E7                | Chicago       | 3             |   |              |                            |                            |                            |  |    |                        |                        |                        |  | E3 | *Orlando          | 1                 |                   |
|  |                   |               |               |   |              |                            |                            |                            |  |    |                        |                        |                        |  | E3 | *Orlando          | 1                 |                   |
|  |                   | O1            | *L.A. Lakers  | 4 |              |                            |                            |                            |  |    |                        |                        |                        |  |    |                   |                   |                   |
|  | O1                | O1            | *L.A. Lakers  | 4 | *L.A. Lakers | 4                          |                            |                            |  |    |                        |                        |                        |  |    |                   |                   |                   |
|  | O1                |               |               |   | *L.A. Lakers | 4                          |                            |                            |  |    |                        |                        |                        |  |    |                   |                   |                   |
|  | O8                | Utah          | 1             |   |              |                            |                            |                            |  |    |                        |                        |                        |  |    |                   |                   |                   |
|  | O8                | Utah          | 1             |   | O1           | *L.A. Lakers               | 4                          |                            |  |    |                        |                        |                        |  |    |                   |                   |                   |
|  |                   |               |               |   | O1           | *L.A. Lakers               | 4                          |                            |  |    |                        |                        |                        |  |    |                   |                   |                   |
|  |                   | O5            | Houston       | 3 |              |                            |                            |                            |  |    |                        |                        |                        |  |    |                   |                   |                   |
|  | O4                | O5            | Houston       | 3 | Portland     | 2                          |                            |                            |  |    |                        |                        |                        |  |    |                   |                   |                   |
|  | O4                |               |               |   | Portland     | 2                          |                            |                            |  |    |                        |                        |                        |  |    |                   |                   |                   |
|  | O5                | Houston       | 4             |   |              |                            |                            |                            |  |    |                        |                        |                        |  |    |                   |                   |                   |
|  | O5                | Houston       | 4             |   |              |                            |                            |                            |  | O1 | *L.A. Lakers           | 4                      |                        |  |    |                   |                   |                   |
|  | Conferencia Oeste |               |               |   |              |                            |                            |                            |  | O1 | *L.A. Lakers           | 4                      |                        |  |    |                   |                   |                   |
|  |                   | O2            | *Denver       | 2 |              |                            |                            |                            |  |    |                        |                        |                        |  |    |                   |                   |                   |
|  | O3                | O2            | *Denver       | 2 | *San Antonio | 1                          |                            |                            |  |    |                        |                        |                        |  |    |                   |                   |                   |
|  | O3                |               |               |   | *San Antonio | 1                          |                            |                            |  |    |                        |                        |                        |  |    |                   |                   |                   |
|  | O6                | Dallas        | 4             |   |              |                            |                            |                            |  |    |                        |                        |                        |  |    |                   |                   |                   |
|  | O6                | Dallas        | 4             |   | O6           | Dallas                     | 1                          |                            |  |    |                        |                        |                        |  |    |                   |                   |                   |
|  |                   |               |               |   | O6           | Dallas                     | 1                          |                            |  |    |                        |                        |                        |  |    |                   |                   |                   |
|  |                   | O2            | *Denver       | 4 |              |                            |                            |                            |  |    |                        |                        |                        |  |    |                   |                   |                   |
|  | O2                | O2            | *Denver       | 4 | *Denver      | 4                          |                            |                            |  |    |                        |                        |                        |  |    |                   |                   |                   |
|  | O2                |               |               |   | *Denver      | 4                          |                            |                            |  |    |                        |                        |                        |  |    |                   |                   |                   |
|  | O7                | New Orleans   | 1             |   |              |                            |                            |                            |  |    |                        |                        |                        |  |    |                   |                   |                   |

* - Campeón de división

Negrita- Ganador de las series

Cursiva- Equipo con ventaja de campo

## Conferencia Este
Los partidos marcados con un asterisco (*) se jugarán en caso de ser necesarios. Los horarios de los partidos están en la hora de verano del Este (EDT), equivalente a UTC-4.

### Primera ronda

#### (1)Cleveland Cavaliersvs. (8)Detroit Pistons
| 18 de abril | Detroit Pistons                                                         | 84–102         | Cleveland Cavaliers                                               | |  |
|             | Parciales: 25–30, 20–27, 20–21, 19–24                                   |                |                                                                   | |  |
|             | Estadísticas Rodney Stuckey 20 Wallace 9, Brown 9 Hamilton 4, Stuckey 4 | 1 Pts Reb Asts | Estadísticas LeBron James 38 Žydrunas Ilgauskas 10 LeBron James 7 | Pabellón: Quicken Loans Arena, Cleveland, Ohio Asistencia: 20,562 espectadores Árbitros: Leon Wood, Ron Garretson, Steve Javie Televisión: ABC |  |

| 21 de abril | Detroit Pistons                                                      | 82–94          | Cleveland Cavaliers                                        | |  |
|             | Parciales: 14–23, 18–23, 18–31, 32–17                                |                |                                                            | |  |
|             | Estadísticas Richard Hamilton 17 Antonio McDyess 11 Rodney Stuckey 6 | 2 Pts Reb Asts | Estadísticas LeBron James 29 LeBron James 13 Mo Williams 7 | Pabellón: Quicken Loans Arena, Cleveland, Ohio Asistencia: 20,562 espectadores Árbitros: Dick Bavetta, Bill Spooner, Derrick Collins Televisión: TNT |  |

| 24 de abril | Cleveland Cavaliers                                         | 79–68          | Detroit Pistons                                                           | |  |
|             | Parciales: 18–18, 26–19, 9–16, 26–15                        |                |                                                                           | |  |
|             | Estadísticas LeBron James 25 LeBron James 11 LeBron James 9 | 3 Pts Reb Asts | Estadísticas Richard Hamilton 15 McDyess8 , Hamilton 8 Richard Hamilton 6 | Pabellón: The Palace of Auburn Hills, Auburn Hills, Míchigan Asistencia: 22,076 espectadores Árbitros: Dan Crawford, Greg Willard, Joe Forte Televisión: ESPN |  |

| 26 de abril                  | Cleveland Cavaliers                                         | 99–78          | Detroit Pistons                                                       | |  |  |
|                              | Parciales: 26–27, 25–15, 22–18, 26–18                       |                |                                                                       | |  |  |
|                              | Estadísticas LeBron James 36 LeBron James 13 LeBron James 8 | 4 Pts Reb Asts | Estadísticas Antonio McDyess 26 Antonio McDyess 10 Richard Hamilton 7 | Pabellón: The Palace of Auburn Hills, Auburn Hills, Míchigan Asistencia: 22,076 espectadores Árbitros: Joe Crawford, Ken Mauer, Jim Clark Televisión: ABC |  |  |
| Cleveland ganó la serie, 4–0 |                                                             |                |                                                                       | |  |  |
|                              |                                                             |                |                                                                       | |  |  |

Los Cavaliers abrieron las series con una victoria aplastante en el partido 1, LeBron James consiguió 38 puntos y los Cavaliers ganaron de 18. En el segundo partido, los Cavaliers lideban por 27 puntos después del tercer cuarto antes de que los Pistons comenzaran una remontada en el último cuarto. Los Pistons fueron capaces de recortar a los Cavaliers hasta siete puntos, pero al final los Cavaliers ganarían por 12 puntos. El tercer partido estuvo marcado por un parcial de 18-2 conseguido por los Cavaliers en el último cuarto que aseguraba la victoria para los de Cleveland. Los Cavaliers barrieron a los Pistons con una convincente victoria en el partido 4, en la que Lebron James anotó 36 puntos acercándose sin éxito al tripe-doble durante los dos últimos partidos.

#### (2)Boston Celticsvs. (7)Chicago Bulls
| 18 de abril | Chicago Bulls                                               | 105–103        | Boston Celtics                                          | |  |
|             | Parciales: 28–28, 23–16, 20–26, 26–27 (T.E.: 8–6)           |                |                                                         | |  |
|             | Estadísticas Derrick Rose 36 Joakim Noah 17 Derrick Rose 11 | 1 Pts Reb Asts | Estadísticas Rajon Rondo 29 Rajon Rondo 9 Rajon Rondo 7 | Pabellón: TD Banknorth Garden, Boston, Massachusetts Asistencia: 18,624 espectadores Árbitros: Bennett Salvatore, Eddie F. Rush, Michael Smith Televisión: ESPN |  |

| 20 de abril | Chicago Bulls                                           | 115–118        | Boston Celtics                                                | |  |
|             | Parciales: 29–35, 32–23, 26–30, 28–30                   |                |                                                               | |  |
|             | Estadísticas Ben Gordon 42 Brad Miller 9 Kirk Hinrich 7 | 2 Pts Reb Asts | Estadísticas Ray Allen 30 Perkins 12, Rondo 12 Rajon Rondo 16 | Pabellón: TD Banknorth Garden, Boston, Massachusetts Asistencia: 18,624 espectadores Árbitros: Steve Javie, Ron Garretson, Pat Fraher Televisión: TNT |  |

| 23 de abril | Boston Celtics                                              | 107–86         | Chicago Bulls                                                         | |  |
|             | Parciales: 32–21, 27–16, 24–21, 24–28                       |                |                                                                       | |  |
|             | Estadísticas Paul Pierce 24 Rajon Rondo 11 Rondo 6, Davis 6 | 3 Pts Reb Asts | Estadísticas Ben Gordon 15 Joakim Noah 10 Noah 3, Hinrich 3, Hunter 3 | Pabellón: United Center, Chicago, Illinois Asistencia: 23,072 espectadores Árbitros: Scott Foster, David Jones, Bill Spooner Televisión: TNT |  |

| 26 de abril | Boston Celtics                                                | 118–121        | Chicago Bulls                                               | |  |
|             | Parciales: 19–18, 27–27, 24–20, 26–31 (T.E.: 14–14, 8–11)     |                |                                                             | |  |
|             | Estadísticas Paul Pierce 29 Davis 11, Rondo 11 Rajon Rondo 11 | 4 Pts Reb Asts | Estadísticas Derrick Rose 23 Derrick Rose 11 Derrick Rose 9 | Pabellón: United Center, Chicago, Illinois Asistencia: 23,067 espectadores Árbitros: Dan Crawford, Marc Davis, Bill Kennedy Televisión: ABC |  |

| 28 de abril | Chicago Bulls                                              | 104–106        | Boston Celtics                                                 | |  |
|             | Parciales: 21–23, 26–21, 23–22, 23–27 (T.E.: 11–13)        |                |                                                                | |  |
|             | Estadísticas Ben Gordon 26 Joakim Noah 17 Gordon 6, Rose 6 | 5 Pts Reb Asts | Estadísticas Rajon Rondo 28 Kendrick Perkins 19 Rajon Rondo 11 | Pabellón: TD Banknorth Garden, Boston, Massachusetts Asistencia: 18,624 espectadores Árbitros: Mark Wunderlich, Joe Derosa, Sean Corbin Televisión: TNT |  |

| 30 de abril | Boston Celtics                                               | 127–128        | Chicago Bulls                                               | |  |
|             | Parciales: 26–37, 31–22, 19–24, 25–18 (T.E.: 8–8, 9–9, 9–10) |                |                                                             | |  |
|             | Estadísticas Ray Allen 51 Kendrick Perkins 13 Rajon Rondo 19 | 6 Pts Reb Asts | Estadísticas John Salmons 35 Joakim Noah 15 Rose, Hinrich 7 | Pabellón: United Center, Chicago, Illinois Asistencia: 23,430 espectadores Árbitros: Joe Crawford, Derrick Stafford, Ed Malloy Televisión: TNT |  |

| 2 de mayo                 | Chicago Bulls                                          | 99–109         | Boston Celtics                                               | |  |  |
|                           | Parciales: 27–23, 11–29, 33–26, 28–31                  |                |                                                              | |  |  |
|                           | Estadísticas Ben Gordon 33 Joakim Noah 15 Ben Gordon 4 | 7 Pts Reb Asts | Estadísticas Ray Allen 23 Kendrick Perkins 13 Rajon Rondo 11 | Pabellón: TD Banknorth Garden, Boston, Massachusetts Asistencia: 18,624 espectadores Árbitros: Steve Javie, Greg Willard, Monty McCutchen Televisión: TNT |  |  |
| Boston ganó la serie, 4–3 |                                                        |                |                                                              | |  |  |
|                           |                                                        |                |                                                              | |  |  |

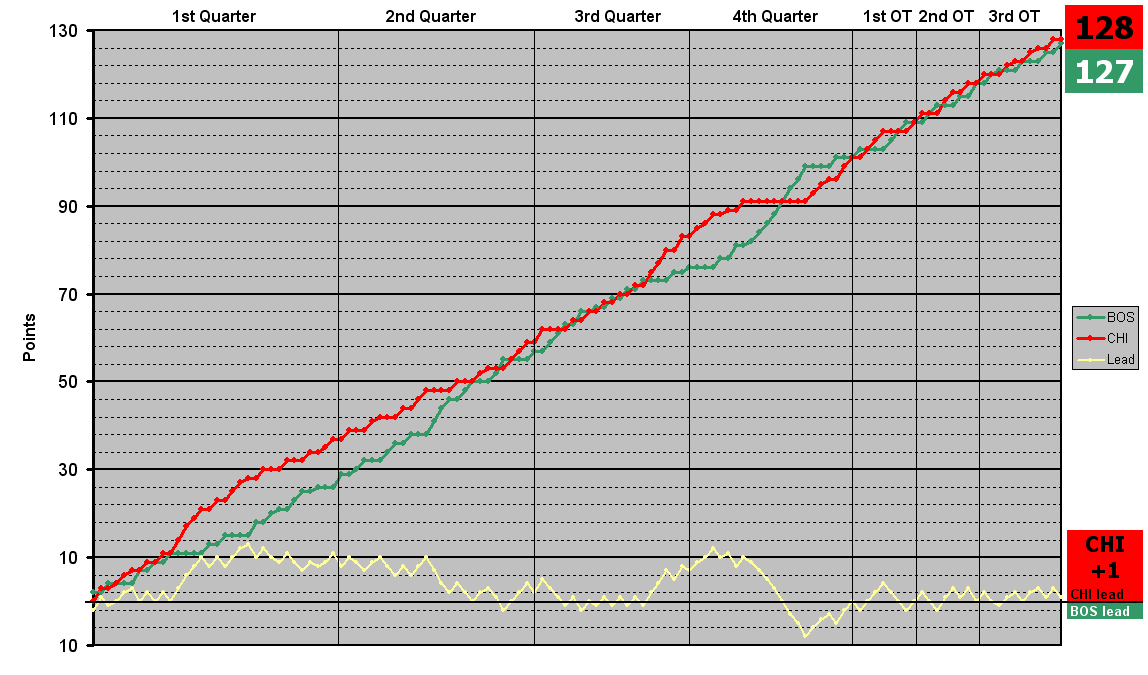
Gráfico del marcador en el partido 6.

En el partido 1, con los Bulls ganando por un punto, el rookie Derrick Rose anotó dos tiros libres a falta de 9.6 segundos. El capitán de los Celtics, Paul Pierce, tuvo una oportunidad para ganar el partido con los tiros libres que debía realizar después de la falta recibida por parte de Joakim Noah, pero él falló el segundo después de meter el primero, llevando el partido al tiempo a la prórroga. En la prórroga, con Rose expulsado por faltas, Tyrus Thomas anotó seis puntos de los ocho que anotarían los Bulls poniendo el marcador en 105–103 a falta de 50 segundos. Ray Allen, que había tenido bajos porcentajes de tiro durante el partido, pudo empatar el partido y llevarlo a una segunda prórroga pero no tuvo éxito.
Rose fue la estrella del partido anotando 36 puntos en su debut en los playoffs, dando la primera victoria a Chicago Bulls, muy importante al ser fuera de casa. Rose se convirtió en el segundo jugador rookie en conseguir más de 35-puntos y 10 asistencias, después de Chris Paul que lo consiguió en 2008; además era la mayor anotación por un Bull desde la retirada de Michael Jordan. Esta victoria marcó la primera victoria de los Bulls a los Celtics en toda su historia, después de la temporada regular. Sin embargo, todos estos esfuerzos fueron en vano, ya que finalmente los Celtics se clasificarían después de siete partidos.

#### (3)Orlando Magicvs. (6)Philadelphia 76ers
| 19 de abril | Philadelphia 76ers                                               | 100–98         | Orlando Magic                                                 | |  |
|             | Parciales: 27–25, 19–25, 19–29, 35–19                            |                |                                                               | |  |
|             | Estadísticas Andre Iguodala 20 Andre Iguodala 8 Andre Iguodala 8 | 1 Pts Reb Asts | Estadísticas Dwight Howard 31 Dwight Howard 16 Rafer Alston 5 | Pabellón: Amway Arena, Orlando, Florida Asistencia: 17,461 espectadores Árbitros: Dan Crawford, Ken Mauer, Zach Zarba Televisión: TNT |  |

| 22 de abril | Philadelphia 76ers                                                  | 87–96          | Orlando Magic                                                 | |  |
|             | Parciales: 21–21, 18–25, 23–24, 25–26                               |                |                                                               | |  |
|             | Estadísticas Andre Miller 30 Iguodala 8, Ratliff 8 Andre Iguodala 7 | 2 Pts Reb Asts | Estadísticas Courtney Lee 24 Dwight Howard 10 Rashard Lewis 6 | Pabellón: Amway Arena, Orlando, Florida Asistencia: 17,461 espectadores Árbitros: Steve Javie, James Capers, Greg Willard Televisión: NBA TV |  |

| 24 de abril | Orlando Magic                                                 | 94–96          | Philadelphia 76ers                                                  | |  |
|             | Parciales: 21–25, 28–35, 28–19, 17–17                         |                |                                                                     | |  |
|             | Estadísticas Dwight Howard 36 Dwight Howard 11 Courtney Lee 5 | 3 Pts Reb Asts | Estadísticas Andre Iguodala 29 Miller 9, Dalembert 9 Andre Miller 7 | Pabellón: Wachovia Center, Filadelfia, Pensilvania Asistencia: 16,492 espectadores Árbitros: Bill Kennedy, Jim Clark, Monty McCutchen Televisión: ESPN2 |  |

| 26 de abril | Orlando Magic                                                 | 84–81          | Philadelphia 76ers                                                | |  |
|             | Parciales: 24–22, 12–14, 28–19, 20–26                         |                |                                                                   | |  |
|             | Estadísticas Dwight Howard 18 Dwight Howard 18 Rafer Alston 5 | 4 Pts Reb Asts | Estadísticas Andre Miller 17 Samuel Dalembert 9 Andre Iguodala 11 | Pabellón: Wachovia Center, Filadelfia, Pensilvania Asistencia: 16,464 espectadores Árbitros: Dick Bavetta, Tony Brothers, Sean Corbin Televisión: TNT |  |

| 28 de abril | Philadelphia 76ers                                               | 78–91          | Orlando Magic                                                          | |  |
|             | Parciales: 20–21, 19–24, 21–24, 18–22                            |                |                                                                        | |  |
|             | Estadísticas Andre Iguodala 26 Samuel Dalembert 9 Andre Miller 6 | 5 Pts Reb Asts | Estadísticas Howard 24, Lewis 24 Dwight Howard 24 Alston 4, Türkoğlu 4 | Pabellón: Amway Arena, Orlando, Florida Asistencia: 17,461 espectadores Árbitros: Joe Crawford, Derrick Stafford, Marc Davis Televisión: NBA TV |  |

| 30 de abril                | Orlando Magic                                                  | 114–89         | Philadelphia 76ers                                                | |  |  |
|                            | Parciales: 30–19, 32–29, 25–24, 27–17                          |                |                                                                   | |  |  |
|                            | Estadísticas Rashard Lewis 29 Marcin Gortat 15 Rafer Alston 10 | 6 Pts Reb Asts | Estadísticas Andre Miller 24 Samuel Dalembert 13 Andre Iguodala 6 | Pabellón: Wachovia Center, Filadelfia, Pensilvania Asistencia: 16,691 espectadores Árbitros: Derrick Collins, Scott Foster, Tom Washington Televisión: NBA TV |  |  |
| Orlando ganó la serie, 4–2 |                                                                |                |                                                                   | |  |  |
|                            |                                                                |                |                                                                   | |  |  |

En el primer partido, los Magic tuvieron una ventaja de 18 puntos en el último cuarto pero Andre Iguodala anotaría a falta de 2.2 segundos para darle a los Sixers su primera victoria fuera de casa. Los Sixers también conseguirían una remontada en el segundo partido. Los Magic volvían a ganar por 18 puntos en el ecuador del tercer cuarto antes de que los Sixers consiguieran acercarse a cinco puntos, pero finalmente Magic mantendría la distancia ganando su primer partido en las series. Los Sixers ganaron el tercer partido cortesía de otro tiro en el último momento; Thaddeus Young con una bandeja a falta de 2 segundos aseguraba la victoria, a pesar del récord personal de Dwight Howard en playoff que consiguió 36 puntos. Los Magic ganarían el cuarto partido en los instantes finales; Hedo Türkoğlu anotó un triple para ganar el partido a falta de 1.1 segundos, empatando las series.
En el quinto partido, Dwight Howard además de anotar 24 puntos conseguiría un nuevo récord en playoffs capturando 24 rebotes, liderando a los Magic a la victoria. El siguiente partido se vería marcado por el incidente entre Howard y Samuel Dalembert, que resultaría con un partido de suspensión para Howard. Rookie Courtney Lee también ser vería envuelto y sería suspendido. A pesar de perder a dos titulares, Howard y Lee, los Magic ganarían otro partido fuera de casa, venciendo a los Sixers por 25 puntos y pasando a la siguiente fase.

#### (4)Atlanta Hawksvs. (5)Miami Heat
| 19 de abril | Miami Heat                                                   | 64–90          | Atlanta Hawks                                                   | |  |
|             | Parciales: 21–24, 18–35, 18–17, 7–14                         |                |                                                                 | |  |
|             | Estadísticas Dwyane Wade 19 Michael Beasley 10 Dwyane Wade 5 | 1 Pts Reb Asts | Estadísticas Josh Smith 23 Smith, Pachulia 10 each Mike Bibby 9 | Pabellón: Philips Arena, Atlanta, Georgia Asistencia: 18,851 espectadores Árbitros: Scott Foster, Joe DeRosa, Gary Zielinski Televisión: TNT |  |

| 22 de abril | Miami Heat                                                     | 108–93         | Atlanta Hawks                                         | |  |
|             | Parciales: 24–18, 30–23, 29–31, 25–21                          |                |                                                       | |  |
|             | Estadísticas Dwyane Wade 33 Udonis Haslem 8 Chalmers 7, Wade 7 | 2 Pts Reb Asts | Estadísticas Mike Bibby 18 Al Horford 11 Al Horford 5 | Pabellón: Philips Arena, Atlanta, Georgia Asistencia: 19,146 espectadores Árbitros: Dan Crawford, Jason Philips, Ken Mauer Televisión: TNT |  |

| 25 de abril | Atlanta Hawks                                                                          | 78–107         | Miami Heat                                                 | |  |
|             | Parciales: 12–22, 17–28, 32–35, 17–32                                                  |                |                                                            | |  |
|             | Estadísticas Smith 13, Horford 13, Bibby 13 Josh Smith 8 Bibby, Johnson, Murray 3 each | 3 Pts Reb Asts | Estadísticas Dwyane Wade 29 Udonis Haslem 13 Dwyane Wade 8 | Pabellón: American Airlines Arena, Miami, Florida Asistencia: 19,600 espectadores Árbitros: Steve Javie, David Jones, James Capers Televisión: TNT |  |

| 27 de abril | Atlanta Hawks                                             | 81–71          | Miami Heat                                                | |  |
|             | Parciales: 24–17, 22–25, 17–13, 18–16                     |                |                                                           | |  |
|             | Estadísticas Mike Bibby 15 Zaza Pachulia 18 Joe Johnson 5 | 4 Pts Reb Asts | Estadísticas Dwyane Wade 22 Udonis Haslem 9 Dwyane Wade 7 | Pabellón: American Airlines Arena, Miami, Florida Asistencia: 19,600 espectadores Árbitros: Bennett Salvatore, Michael Smith, Tom Washington Televisión: TNT |  |

| 29 de abril | Miami Heat                                                   | 91–106         | Atlanta Hawks                                          | |  |
|             | Parciales: 20–24, 20–39, 30–22, 21–21                        |                |                                                        | |  |
|             | Estadísticas Dwyane Wade 29 Udonis Haslem 8 Mario Chalmers 6 | 5 Pts Reb Asts | Estadísticas Joe Johnson 25 Josh Smith 8 Joe Johnson 6 | Pabellón: Philips Arena, Atlanta, Georgia Asistencia: 19,051 espectadores Árbitros: Violet Palmer, Dick Bavetta, Tony Brothers Televisión: TNT |  |

| 1 de mayo | Atlanta Hawks                                         | 72–98          | Miami Heat                                                      | |  |
|           | Parciales: 18–32, 24–19, 14–27, 16–20                 |                |                                                                 | |  |
|           | Estadísticas Mike Bibby 20 Josh Smith 10 Mike Bibby 3 | 6 Pts Reb Asts | Estadísticas Dwyane Wade 41 Michael Beasley 15 Mario Chalmers 8 | Pabellón: American Airlines Arena, Miami, Florida Asistencia: 19,600 espectadores Árbitros: Mark Wunderlich, Marc Davis, Sean Corbin Televisión: ESPN |  |

| 3 de mayo                  | Miami Heat                                                         | 78–91          | Atlanta Hawks                                         | |  |  |
|                            | Parciales: 18–20, 18–29, 16–16, 26–26                              |                |                                                       | |  |  |
|                            | Estadísticas Dwyane Wade 31 Udonis Haslem 13 Chalmers, Wade 4 each | 7 Pts Reb Asts | Estadísticas Joe Johnson 27 Josh Smith 9 Mike Bibby 6 | Pabellón: Philips Arena, Atlanta, Georgia Asistencia: 18,864 espectadores Árbitros: Joe Crawford, Bennett Salvatore, Ron Garretson Televisión: ABC |  |  |
| Atlanta ganó la serie, 4–3 |                                                                    |                |                                                       | |  |  |
|                            |                                                                    |                |                                                       | |  |  |

Los Hawks abrieron las series con una victoria por 26 puntos después de ir liderando el partido al menos por 20 puntos al descanso. Los Hawks además empataron un récord de franquicia del partido que menos puntos recibían en un playoff. Sin embargo, los Heat se repusieron a la derrota y vencieron en el segundo partido, fuera de casa, empatando las series. Los Heat también ganarían el tercer partido en casa, en cierto modo este partido tuvo similitudes al primero de las series, con una gran diferencia en el marcador. Los Heat ya ganaban por 19 puntos en el descanso llegando a 29 al final del partido. En el siguiente partido, los Hawks dieron la vuelta a la tortilla ganando el partido fuera de casa y empatando las series.
El quinto partido se vio marcado por faltas muy duras y técnicas. Dwyane Wade se vio envuelto en alguna jugada conflictiva con Solomon Jones. Los jugadores del quinteto: Wade, Jones, Jamaal Magloire y Josh Smith recibieron faltas técnicas en el incidente. Wade más tarde recibiría una falta flagrante después de golpear a Maurice Evans durante un intento de bandeja. Los Hawks finalmente ganarían el encuentro, a pesar de perder a su pívot titular, Al Horford, debido a una lesión en el segundo cuarto. Los Heat empatarían las series 3–3 después de ganar el sexto partido. Wade anotó 41 puntos liderando a los Heat a una victoria de 26 puntos, fuera de casa. En el séptimo y último partido los Hawks ganarían de 13 puntos de diferencia. Todos los partidos de esta serie se decidirían por al menos 10 puntos de diferencia y con una media de diferencias de 19 puntos.

### Semifinales de Conferencia

#### (1) Cleveland Cavaliers vs. (4) Atlanta Hawks
| 5 de mayo | Atlanta Hawks                                        | 72–99          | Cleveland Cavaliers                                         | |  |
|           | Parciales: 21–25, 23–24, 17–28, 11–22                |                |                                                             | |  |
|           | Estadísticas Josh Smith 22 Al Horford 8 Mike Bibby 8 | 1 Pts Reb Asts | Estadísticas LeBron James 34 LeBron James 10 Delonte West 9 | Pabellón: Quicken Loans Arena, Cleveland, Ohio Asistencia: 20,562 espectadores Árbitros: Steve Javie, Dick Bavetta, Bill Kennedy Televisión: TNT |  |

| 7 de mayo | Atlanta Hawks                                                  | 85–105         | Cleveland Cavaliers                                                 | |  |
|           | Parciales: 17–26, 18–33, 20–26, 30–20                          |                |                                                                     | |  |
|           | Estadísticas Maurice Evans 16 Zaza Pachulia 12 Maurice Evans 4 | 2 Pts Reb Asts | Estadísticas LeBron James 27 Anderson Varejão 8 James 5, Williams 5 | Pabellón: Quicken Loans Arena, Cleveland, Ohio Asistencia: 20,562 espectadores Árbitros: Violet Palmer, Derrick Stafford, Dan Crawford Televisión: ESPN |  |

| 9 de mayo | Cleveland Cavaliers                                         | 97–82          | Atlanta Hawks                                               | |  |
|           | Parciales: 22–18, 25–28, 25–19, 25–17                       |                |                                                             | |  |
|           | Estadísticas LeBron James 47 LeBron James 12 LeBron James 8 | 3 Pts Reb Asts | Estadísticas Joe Johnson 17 Smith 5, Johnson 5 Mike Bibby 5 | Pabellón: Philips Arena, Atlanta, Georgia Asistencia: 20,143 espectadores Árbitros: Bill Spooner, Mike Callahan, Monty McCutchen Televisión: ABC |  |

| 11 de mayo                   | Cleveland Cavaliers                                             | 84–74          | Atlanta Hawks                                         | |  |  |
|                              | Parciales: 15–22, 25–16, 22–19, 22–17                           |                |                                                       | |  |  |
|                              | Estadísticas LeBron James 27 Anderson Varejão 11 LeBron James 8 | 4 Pts Reb Asts | Estadísticas Josh Smith 26 Josh Smith 8 Joe Johnson 7 | Pabellón: Philips Arena, Atlanta, Georgia Asistencia: 19,241 espectadores Árbitros: Ron Garretson, Scott Foster, James Capers Televisión: TNT |  |  |
| Cleveland ganó la serie, 4–0 |                                                                 |                |                                                       | |  |  |
|                              |                                                                 |                |                                                       | |  |  |

#### (2) Boston Celtics vs. (3) Orlando Magic
| 4 de mayo | Orlando Magic                                                 | 95–90          | Boston Celtics                                                | |  |
|           | Parciales: 24–19, 30–17, 24–26, 17–28                         |                |                                                               | |  |
|           | Estadísticas Rashard Lewis 18 Dwight Howard 22 Rafer Alston 7 | 1 Pts Reb Asts | Estadísticas Paul Pierce 23 Kendrick Perkins 16 Rajon Rondo 8 | Pabellón: TD Banknorth Garden, Boston, Massachusetts Asistencia: 18,624 espectadores Árbitros: Ken Mauer, Mark Wunderlich, James Capers Televisión: TNT |  |

| 6 de mayo | Orlando Magic                                                        | 94–112         | Boston Celtics                                            | |  |
|           | Parciales: 21–26, 25–35, 18–25, 30–26                                |                |                                                           | |  |
|           | Estadísticas Lewis 17, Piétrus 17 Dwight Howard 12 Anthony Johnson 7 | 2 Pts Reb Asts | Estadísticas Eddie House 31 Rajon Rondo 11 Rajon Rondo 18 | Pabellón: TD Banknorth Garden, Boston, Massachusetts Asistencia: 18,624 espectadores Árbitros: Bennett Salvatore, Tom Washington, Eddie F. Rush Televisión: TNT |  |

| 8 de mayo | Boston Celtics                                                   | 96–117         | Orlando Magic                                                  | |  |
|           | Parciales: 18–22, 23–31, 28–25, 27–39                            |                |                                                                | |  |
|           | Estadísticas Paul Pierce 27 Kendrick Perkins 7 Pierce 6, Rondo 6 | 3 Pts Reb Asts | Estadísticas Rashard Lewis 28 Dwight Howard 14 Hedo Türkoğlu 4 | Pabellón: Amway Arena, Orlando, Florida Asistencia: 17,461 espectadores Árbitros: Leon Wood, Scott Foster, Joe Derosa Televisión: ESPN |  |

| 10 de mayo | Boston Celtics                                                | 95–94          | Orlando Magic                                                | |  |
|            | Parciales: 25–28, 23–18, 31–25, 16–23                         |                |                                                              | |  |
|            | Estadísticas Paul Pierce 27 Rajon Rondo 14 Allen 4, Perkins 4 | 4 Pts Reb Asts | Estadísticas Dwight Howard 23 Dwight Howard 17 J.J. Redick 7 | Pabellón: Amway Arena, Orlando, Florida Asistencia: 17,461 espectadores Árbitros: Joe Crawford, Bill Kennedy, Greg Willard Televisión: TNT |  |

| 12 de mayo | Orlando Magic                                                  | 88–92          | Boston Celtics                                               | |  |
|            | Parciales: 22–16, 23–21, 22–22, 21–33                          |                |                                                              | |  |
|            | Estadísticas Rashard Lewis 19 Dwight Howard 17 Hedo Türkoğlu 7 | 5 Pts Reb Asts | Estadísticas Glen Davis 22 Kendrick Perkins 11 Paul Pierce 8 | Pabellón: TD Banknorth Garden, Boston, Massachusetts Asistencia: 18,624 espectadores Árbitros: Bill Spooner, Mike Callahan, Monty McCutchen Televisión: TNT |  |

| 14 de mayo | Boston Celtics                                           | 75–83          | Orlando Magic                                                                | |  |
|            | Parciales: 25–22, 21–23, 16–16, 13–22                    |                |                                                                              | |  |
|            | Estadísticas Rajon Rondo 19 Rajon Rondo 16 Rajon Rondo 6 | 6 Pts Reb Asts | Estadísticas Dwight Howard 23 Dwight Howard 22 Türkoğlu 3, Alston 3, Lewis 3 | Pabellón: Amway Arena, Orlando, Florida Asistencia: 17,461 espectadores Árbitros: Dan Crawford, Dick Bavetta, Marc Davis Televisión: ESPN |  |

| 17 de mayo                 | Orlando Magic                                                   | 101–82         | Boston Celtics                                               | |  |  |
|                            | Parciales: 27–17, 18–21, 21–23, 35–21                           |                |                                                              | |  |  |
|                            | Estadísticas Hedo Türkoğlu 25 Dwight Howard 16 Hedo Türkoğlu 12 | 7 Pts Reb Asts | Estadísticas Ray Allen 23 Kendrick Perkins 15 Rajon Rondo 10 | Pabellón: TD Banknorth Garden, Boston, Massachusetts Asistencia: 18,624 espectadores Árbitros: Steve Javie, Derrick Stafford, Scott Foster Televisión: TNT |  |  |
| Orlando ganó la serie, 4–3 |                                                                 |                |                                                              | |  |  |
|                            |                                                                 |                |                                                              | |  |  |

### Final de Conferencia

#### (1)Cleveland Cavaliersvs. (3)Orlando Magic
| 20 de mayo | Orlando Magic                                                   | 107–106        | Cleveland Cavaliers                                               | |  |
|            | Parciales: 19–33, 29–30, 30–19, 29–24                           |                |                                                                   | |  |
|            | Estadísticas Dwight Howard 30 Dwight Howard 13 Hedo Türkoğlu 14 | 1 Pts Reb Asts | Estadísticas LeBron James 49 Žydrūnas Ilgauskas 10 LeBron James 8 | Pabellón: Quicken Loans Arena, Cleveland, Ohio Asistencia: 20,562 espectadores Árbitros: Bennett Salvatore, Ken Mauer, Ron Garretson Televisión: TNT |  |

| 22 de mayo | Orlando Magic                                                              | 95–96          | Cleveland Cavaliers                                                    | |  |
|            | Parciales: 16–30, 28–26, 25–19, 26–21                                      |                |                                                                        | |  |
|            | Estadísticas Rashard Lewis 23 Dwight Howard 18 Hedo 4, Howard 4, Johnson 4 | 2 Pts Reb Asts | Estadísticas LeBron James 35 Žydrūnas Ilgauskas 15 James 5, Williams 5 | Pabellón: Quicken Loans Arena, Cleveland, Ohio Asistencia: 20,562 espectadores Árbitros: Tom Washington, Monty McCutchen, Bill Kennedy Televisión: TNT |  |

| 24 de mayo | Cleveland Cavaliers                                              | 89–99          | Orlando Magic                                                  | |  |
|            | Parciales: 17–24, 24–18, 22–26, 26–31                            |                |                                                                | |  |
|            | Estadísticas LeBron James 41 Žydrūnas Ilgauskas 9 LeBron James 9 | 3 Pts Reb Asts | Estadísticas Dwight Howard 24 Hedo Türkoğlu 10 Hedo Türkoğlu 7 | Pabellón: Amway Arena, Orlando, Florida Asistencia: 17,461 espectadores Árbitros: Greg Willard, Joe Crawford, Mark Wunderlich Televisión: TNT |  |

| 26 de mayo | Cleveland Cavaliers                                          | 114–116        | Orlando Magic                                                  | |  |
|            | Parciales: 25-21, 33-29, 21-28, 21-22 (T.E.: 14-16)          |                |                                                                | |  |
|            | Estadísticas LeBron James 44 LeBron James 12 James 7, West 7 | 4 Pts Reb Asts | Estadísticas Dwight Howard 27 Dwight Howard 14 Hedo Türkoğlu 8 | Pabellón: Amway Arena, Orlando, Florida Asistencia: 17,461 espectadores Árbitros: Mike Callahan, Scott Foster, Joe DeRosa Televisión: TNT |  |

| 28 de mayo | Orlando Magic                                                 | 102–112        | Cleveland Cavaliers                                          | |  |
|            | Parciales: 18–35, 37–21, 24–22, 23–34                         |                |                                                              | |  |
|            | Estadísticas Hedo Türkoğlu 29 Dwight Howard 10 Rafer Alston 4 | 5 Pts Reb Asts | Estadísticas LeBron James 37 LeBron James 15 LeBron James 12 | Pabellón: Quicken Loans Arena, Cleveland, Ohio Asistencia: 20,562 espectadores Árbitros: Bill Spooner, Dan Crawford, Marc Davis Televisión: TNT |  |

| 30 de mayo                 | Cleveland Cavaliers                                            | 90–103         | Orlando Magic                                                  | |  |  |
|                            | Parciales: 25–30, 15–28, 30–28, 20–17                          |                |                                                                | |  |  |
|                            | Estadísticas LeBron James 25 Anderson Varejão 8 LeBron James 7 | 6 Pts Reb Asts | Estadísticas Dwight Howard 40 Dwight Howard 14 Hedo Türkoğlu 5 | Pabellón: Amway Arena, Orlando, Florida Asistencia: 17,461 espectadores Árbitros: Steve Javie, Bennett Salvatore, Derrick Stafford Televisión: TNT |  |  |
| Orlando ganó la serie, 4–2 |                                                                |                |                                                                | |  |  |
|                            |                                                                |                |                                                                | |  |  |

## Conferencia Oeste

### Primera ronda

#### (1) Los Angeles Lakers vs. (8) Utah Jazz
| 19 de abril | Utah Jazz                                                       | 100–113        | Los Angeles Lakers                                    | |  |
|             | Parciales: 19–30, 21–32, 33–24, 27–27                           |                |                                                       | |  |
|             | Estadísticas Carlos Boozer 27 Carlos Boozer 9 Deron Williams 17 | 1 Pts Reb Asts | Estadísticas Kobe Bryant 24 Pau Gasol 9 Kobe Bryant 8 | Pabellón: Staples Center, Los Ángeles, California Asistencia: 18,997 espectadores Árbitros: Derrick Stafford, Ed Malloy, Joe Crawford Televisión: ABC |  |

| 21 de abril | Utah Jazz                                                         | 109–119        | Los Angeles Lakers                                              | |  |
|             | Parciales: 29–41, 26–25, 23–23, 31–30                             |                |                                                                 | |  |
|             | Estadísticas Deron Williams 35 Carlos Boozer 10 Deron Williams 10 | 2 Pts Reb Asts | Estadísticas Kobe Bryant 26 Gasol 6, Bryant 6 Ariza 9, Bryant 9 | Pabellón: Staples Center, Los Ángeles, California Asistencia: 18,997 espectadores Árbitros: Marc Davis, Sean Corbin, Monty McCutchen Televisión: TNT |  |

| 23 de abril | Los Angeles Lakers                                     | 86–88          | Utah Jazz                                                       | |  |
|             | Parciales: 17–26, 22–17, 29–17, 18–28                  |                |                                                                 | |  |
|             | Estadísticas Lamar Odom 21 Lamar Odom 14 Kobe Bryant 6 | 3 Pts Reb Asts | Estadísticas Carlos Boozer 23 Carlos Boozer 22 Deron Williams 9 | Pabellón: EnergySolutions Arena, Salt Lake City, Utah Asistencia: 19,911 espectadores Árbitros: Bennett Salvadore, Mike Callahan, Eric Lewis Televisión: TNT |  |

| 25 de abril | Los Angeles Lakers                                     | 108–94         | Utah Jazz                                                              | |  |
|             | Parciales: 20–25, 40–28, 28–16, 20–25                  |                |                                                                        | |  |
|             | Estadísticas Kobe Bryant 38 Lamar Odom 15 Lamar Odom 6 | 4 Pts Reb Asts | Estadísticas Williams 23, Boozer 23 Carlos Boozer 16 Deron Williams 13 | Pabellón: EnergySolutions Arena, Salt Lake City, Utah Asistencia: 19,911 espectadores Árbitros: Bill Spooner, Mark Wunderlich, Joe Derosa Televisión: ESPN |  |

| 27 de abril                    | Utah Jazz                                                   | 96–107         | Los Angeles Lakers                                                       | |  |  |
|                                | Parciales: 26–26, 17–30, 20–26, 33–25                       |                |                                                                          | |  |  |
|                                | Estadísticas Paul Millsap 16 Mehmet Okur 8 Deron Williams 6 | 5 Pts Reb Asts | Estadísticas Kobe Bryant 31 Lamar Odom 15 Odom, Bryant, Ariza 4, Gasol 4 | Pabellón: Staples Center, Los Ángeles, California Asistencia: 18,997 espectadores Árbitros: Gary Zielinski, James Capers, Steve Javie Televisión: TNT |  |  |
| Los Ángeles ganó la serie, 4–1 |                                                             |                |                                                                          | |  |  |
|                                |                                                             |                |                                                                          | |  |  |

#### (2) Denver Nuggets vs. (7) New Orleans Hornets
| 19 de abril | New Orleans Hornets                                   | 84–113         | Denver Nuggets                                              | |  |
|             | Parciales: 25–27, 22–28, 22–32, 15–26                 |                |                                                             | |  |
|             | Estadísticas Chris Paul 21 David West 6 Chris Paul 11 | 1 Pts Reb Asts | Estadísticas Chauncey Billups 36 Nenê 14 Chauncey Billups 8 | Pabellón: Pepsi Center, Denver, Colorado Asistencia: 19,536 espectadores Árbitros: Marc Davis, Monty McCutchen, Sean Corbin Televisión: TNT |  |

| 22 de abril | New Orleans Hornets                                        | 93–108         | Denver Nuggets                                            | |  |
|             | Parciales: 25–27, 19–25, 27–29, 22–27                      |                |                                                           | |  |
|             | Estadísticas David West 21 Tyson Chandler 11 Chris Paul 13 | 2 Pts Reb Asts | Estadísticas Chauncey Billups 31 Nenê 8 Carmelo Anthony 9 | Pabellón: Pepsi Center, Denver, Colorado Asistencia: 19,623 espectadores Árbitros: Mark Wunderlich, Violet Palmer, Joe DeRosa Televisión: TNT |  |

| 25 de abril | Denver Nuggets                                                      | 93–95          | New Orleans Hornets                                      | |  |
|             | Parciales: 26–21, 21–29, 25–27, 21–18                               |                |                                                          | |  |
|             | Estadísticas Carmelo Anthony 25 Kenyon Martin 10 Chauncey Billups 6 | 3 Pts Reb Asts | Estadísticas Chris Paul 32 West 9, Posey 9 Chris Paul 12 | Pabellón: New Orleans Arena, New Orleans, Luisiana Asistencia: 17,489 espectadores Árbitros: Bennett Salvatore, Derrick Stafford, Tom Washington Televisión: ESPN |  |

| 27 de abril | Denver Nuggets                                                      | 121–63         | New Orleans Hornets                                   | |  |
|             | Parciales: 36–15, 25–24, 27–11, 33–13                               |                |                                                       | |  |
|             | Estadísticas Carmelo Anthony 26 Chris Andersen 8 Chauncey Billups 8 | 4 Pts Reb Asts | Estadísticas David West 14 James Posey 7 Chris Paul 6 | Pabellón: New Orleans Arena, New Orleans, Luisiana Asistencia: 17,236 espectadores Árbitros: David Jones, Mike Callahan, Scott Foster Televisión: NBA TV |  |

| 29 de abril              | New Orleans Hornets                                   | 86–107         | Denver Nuggets                                                                   | |  |  |
|                          | Parciales: 27–24, 22–25, 17–31, 20–27                 |                |                                                                                  | |  |  |
|                          | Estadísticas David West 24 David West 9 Chris Paul 10 | 5 Pts Reb Asts | Estadísticas Carmelo Anthony 34 Martin 7, Nenê 7, Andersen 7 Chauncey Billups 11 | Pabellón: Pepsi Center, Denver, Colorado Asistencia: 19,744 espectadores Árbitros: Steve Javie, Ken Mauer, Bill Kennedy Televisión: TNT |  |  |
| Denver ganó la serie 4–1 |                                                       |                |                                                                                  | |  |  |
|                          |                                                       |                |                                                                                  | |  |  |

Los Nuggets vencieron a los Hornets en el primer partido, liderados por el jugador de casa Chauncey Billups que anotó 36 puntos en su debut en playoffs con los Nuggets. Consiguió un récord en playoffs con 8 triples y 8 asistencias en este partido. Continuó con su racha en el segundo partido, anotando 31 puntos y llevando a Nuggets a una ventaja de 2–0 en las series. Los Hornets regresaron con una victoria en el tercer partido. Este partido se vio marcado por la gran cantidad de faltas que se pitaron, un total de 58, resultando en cuatro jugadores expulsados por límite de faltas, David West y Tyson Chandler en los Hornets, y Kenyon Martin y Nenê en los Nuggets. Los árbitros además también pitaron tres faltas flagrantes de James Posey, Chandler y Billups. El entrenador de los Hornets, Byron Scott también recibió una falta técnica después de discutir la falta de Posey.
Los Nuggets ganarían por una diferencia de 58 puntos en el cuarto partido. Diferencia de puntos que no ocurría en la historia de los playoffs de la NBA desde hacía 53 años por Minneapolis Lakers. Los Hornets acumularon muchos récords negativos en este partido como la más baja anotación y 26 pérdidas de balón. Los Nuggets de esta forma conseguían su primera victoria en las series desde 1994. Carmelo Anthony anotó su máxima anotación en un partido de playoffs con 34 puntos. La diferencia media de anotación para los Nuggets en esta serie fue de 37.5 puntos.

#### (3) San Antonio Spurs vs. (6) Dallas Mavericks
| 18 de abril | Dallas Mavericks                                          | 105–97         | San Antonio Spurs                                     | |  |
|             | Parciales: 18–29, 27–20, 29–25, 31–23                     |                |                                                       | |  |
|             | Estadísticas Josh Howard 25 Erick Dampier 11 Jason Kidd 5 | 1 Pts Reb Asts | Estadísticas Tim Duncan 27 Tim Duncan 9 Tony Parker 8 | Pabellón: AT&T Center, San Antonio, Texas Asistencia: 18,797 espectadores Árbitros: Dick Bavetta, James Capers, Tony Brothers Televisión: ESPN |  |

| 20 de abril | Dallas Mavericks                                         | 84–105         | San Antonio Spurs                                       | |  |
|             | Parciales: 19–30, 27–27, 17–28, 21–20                    |                |                                                         | |  |
|             | Estadísticas Jason Terry 16 Dirk Nowitzki 6 Jason Kidd 5 | 2 Pts Reb Asts | Estadísticas Tony Parker 38 Tim Duncan 11 Tony Parker 8 | Pabellón: AT&T Center, San Antonio, Texas Asistencia: 18,797 espectadores Árbitros: Mark Wunderlich, Joe Forte, Tom Washington Televisión: TNT |  |

| 23 de abril | San Antonio Spurs                                        | 67–88          | Dallas Mavericks                                                | |  |
|             | Parciales: 16–27, 14–19, 12–29, 25–13                    |                |                                                                 | |  |
|             | Estadísticas Tony Parker 12 Kurt Thomas 10 Tony Parker 3 | 3 Pts Reb Asts | Estadísticas Dirk Nowitzki 20 Erick Dampier 9 José Juan Barea 6 | Pabellón: American Airlines Center, Dallas, Texas Asistencia: 20,491 espectadores Árbitros: Joe Crawford, Eddie Rush, Derrick Collins, Marc Davis Televisión: NBA TV |  |

| 25 de abril | San Antonio Spurs                                      | 90–99          | Dallas Mavericks                                          | |  |
|             | Parciales: 29–32, 26–19, 16–29, 19–19                  |                |                                                           | |  |
|             | Estadísticas Tony Parker 43 Tim Duncan 10 Tim Duncan 7 | 4 Pts Reb Asts | Estadísticas Josh Howard 28 Dirk Nowitzki 13 Jason Kidd 7 | Pabellón: American Airlines Center, Dallas, Texas Asistencia: 20,829 espectadores Árbitros: Mike Callahan, Scott Foster, Zach Zarba Televisión: TNT |  |

| 28 de abril               | Dallas Mavericks                                            | 106–93         | San Antonio Spurs                                      | |  |  |
|                           | Parciales: 31–20, 21–28, 30–19, 24–26                       |                |                                                        | |  |  |
|                           | Estadísticas Dirk Nowitzki 31 Erick Dampier 12 Jason Kidd 6 | 5 Pts Reb Asts | Estadísticas Tim Duncan 30 Tim Duncan 8 Tony Parker 12 | Pabellón: AT&T Center, San Antonio, Texas Asistencia: 18,797 espectadores Árbitros: Ron Garretson, Greg Willard, Monty McCutchen Televisión: TNT |  |  |
| Dallas ganó la serie, 4–1 |                                                             |                |                                                        | |  |  |
|                           |                                                             |                |                                                        | |  |  |

#### (4) Portland Trail Blazers vs. (5) Houston Rockets
| 18 de abril | Houston Rockets                                               | 108–81         | Portland Trail Blazers                                                     | |  |
|             | Parciales: 34–23, 28–21, 23–14, 23–23                         |                |                                                                            | |  |
|             | Estadísticas Aaron Brooks 27 Dikembe Mutombo 9 Aaron Brooks 7 | 1 Pts Reb Asts | Estadísticas Brandon Roy 21 Blake, Przybilla, Oden, Ruffin 5 Steve Blake 6 | Pabellón: Rose Garden, Portland, Oregón Asistencia: 20,329 espectadores Árbitros: Bill Kennedy, Mark Wunderlich, Tom Washington Televisión: ESPN |  |

| 21 de abril | Houston Rockets                                        | 103–107        | Portland Trail Blazers                                         | |  |
|             | Parciales: 26–28, 25–25, 21–19, 31–35                  |                |                                                                | |  |
|             | Estadísticas Aaron Brooks 23 Yao Ming 8 Aaron Brooks 5 | 2 Pts Reb Asts | Estadísticas Brandon Roy 42 LaMarcus Aldridge 12 Steve Blake 5 | Pabellón: Rose Garden, Portland, Oregón Asistencia: 20,408 espectadores Árbitros: Derrick Stafford, Ed Malloy, Joe Crawford Televisión: NBA TV |  |

| 24 de abril | Portland Trail Blazers                                         | 83–86          | Houston Rockets                                       | |  |
|             | Parciales: 15–21, 22–27, 22–18, 24–20                          |                |                                                       | |  |
|             | Estadísticas Brandon Roy 19 LaMarcus Aldridge 8 Steve Blake 10 | 3 Pts Reb Asts | Estadísticas Luis Scola 19 Yao Ming 13 Aaron Brooks 5 | Pabellón: Toyota Center, Houston, Texas Asistencia: 18,731 espectadores Árbitros: Dick Bavetta, Jason Phillips, Tony Brothers Televisión: ESPN |  |

| 26 de abril | Portland Trail Blazers                                      | 88–89          | Houston Rockets                                   | |  |
|             | Parciales: 22–30, 22–20, 26–14, 18–25                       |                |                                                   | |  |
|             | Estadísticas Brandon Roy 31 Joel Przybilla 12 Steve Blake 8 | 4 Pts Reb Asts | Estadísticas Yao Ming 21 Yao Ming 12 Ron Artest 9 | Pabellón: Toyota Center, Houston, Texas Asistencia: 18,271 espectadores Árbitros: Ron Garretson, Greg Willard, Monty McCutchen Televisión: TNT |  |

| 28 de abril | Houston Rockets                                     | 77–88          | Portland Trail Blazers                                                | |  |
|             | Parciales: 26–29, 17–21, 19–14, 15–24               |                |                                                                       | |  |
|             | Estadísticas Luis Scola 19 Yao Ming 10 Ron Artest 5 | 5 Pts Reb Asts | Estadísticas Aldridge 25, Roy 25 Aldridge 7, Blake 7 Joel Przybilla 4 | Pabellón: Rose Garden, Portland, Oregón Asistencia: 20,462 espectadores Árbitros: Bill Spooner, Leon Wood, Dan Crawford Televisión: NBA TV |  |

| 30 de abril                | Portland Trail Blazers                                                   | 76–92          | Houston Rockets                                     | |  |  |
|                            | Parciales: 19–21, 18–31, 19–21, 20–18                                    |                |                                                     | |  |  |
|                            | Estadísticas LaMarcus Aldridge 26 Przybilla 8, Fernández 8 Steve Blake 5 | 6 Pts Reb Asts | Estadísticas Ron Artest 27 Yao Ming 10 Kyle Lowry 3 | Pabellón: Toyota Center, Houston, Texas Asistencia: 18,376 espectadores Árbitros: Bennett Salvatore, James Capers, Mike Callahan Televisión: TNT |  |  |
| Houston ganó la serie, 4–2 |                                                                          |                |                                                     | |  |  |
|                            |                                                                          |                |                                                     | |  |  |

### Semifinales de Conferencia

#### (1) Los Angeles Lakers vs. (5) Houston Rockets
| 4 de mayo | Houston Rockets                                   | 100–92         | Los Angeles Lakers                                       | |  |
|           | Parciales: 21–18, 22–22, 27–27, 30–25             |                |                                                          | |  |
|           | Estadísticas Yao Ming 28 Yao Ming 10 Ron Artest 7 | 1 Pts Reb Asts | Estadísticas Kobe Bryant 32 Pau Gasol 13 Bryant, Gasol 4 | Pabellón: Staples Center, Los Ángeles, California Asistencia: 18,997 espectadores Árbitros: Scott Foster, Joe Derosa, Tony Brothers Televisión: TNT |  |

| 6 de mayo | Houston Rockets                                           | 98–111         | Los Angeles Lakers                                     | |  |
|           | Parciales: 25–39, 32–18, 20–29, 21–25                     |                |                                                        | |  |
|           | Estadísticas Ron Artest 25 Yao 10, Landry 10 Ron Artest 5 | 2 Pts Reb Asts | Estadísticas Kobe Bryant 40 Pau Gasol 14 Luke Walton 5 | Pabellón: Staples Center, Los Ángeles, California Asistencia: 18,997 espectadores Árbitros: Joe Crawford, Bill Spooner, Greg Willard Televisión: TNT |  |

| 8 de mayo | Los Angeles Lakers                                        | 108–94         | Houston Rockets                                        | |  |
|           | Parciales: 30–28, 20–18, 24–16, 34–32                     |                |                                                        | |  |
|           | Estadísticas Kobe Bryant 33 Lamar Odom 13 Jordan Farmar 7 | 3 Pts Reb Asts | Estadísticas Ron Artest 25 Yao Ming 14 Shane Battier 7 | Pabellón: Toyota Center, Houston, Texas Asistencia: 18,495 espectadores Árbitros: Steve Javie, Ron Garretson, Sean Corbin Televisión: ESPN |  |

| 10 de mayo | Los Angeles Lakers                                  | 87–99          | Houston Rockets                                         | |  |
|            | Parciales: 16–29, 20–25, 18–29, 33–16               |                |                                                         | |  |
|            | Estadísticas Pau Gasol 30 Pau Gasol 9 Kobe Bryant 5 | 4 Pts Reb Asts | Estadísticas Aaron Brooks 34 Luis Scola 14 Ron Artest 6 | Pabellón: Toyota Center, Houston, Texas Asistencia: 18,313 espectadores Árbitros: Dan Crawford, Dick Bavetta, Michael Smith Televisión: ABC |  |

| 12 de mayo | Houston Rockets                                             | 78–118         | Los Angeles Lakers                                       | |  |
|            | Parciales: 24–35, 15–29, 15–30, 24–24                       |                |                                                          | |  |
|            | Estadísticas Aaron Brooks 14 Luis Scola 13 Scola 4, Lowry 4 | 5 Pts Reb Asts | Estadísticas Kobe Bryant 26 Pau Gasol 13 Jordan Farmar 6 | Pabellón: Staples Center, Los Ángeles, California Asistencia: 18,997 espectadores Árbitros: Bennett Salvatore, Derrick Stafford, Ken Mauer Televisión: TNT |  |

| 14 de mayo | Los Angeles Lakers                                      | 80–95          | Houston Rockets                                                         | |  |
|            | Parciales: 15–27, 21–25, 29–22, 15–21                   |                |                                                                         | |  |
|            | Estadísticas Kobe Bryant 32 Lamar Odom 14 Kobe Bryant 3 | 6 Pts Reb Asts | Estadísticas Aaron Brooks 26 Luis Scola 12 Battier 4, Brooks 4, Lowry 4 | Pabellón: Toyota Center, Houston, Texas Asistencia: 18,501 espectadores Árbitros: Mark Wunderlich, Tom Washington, Monty McCutchen Televisión: ESPN |  |

| 17 de mayo                     | Houston Rockets                                        | 70–89          | Los Angeles Lakers                                   | |  |  |
|                                | Parciales: 12–22, 19–29, 19–18, 20–20                  |                |                                                      | |  |  |
|                                | Estadísticas Aaron Brooks 13 Ron Artest 8 Ron Artest 5 | 7 Pts Reb Asts | Estadísticas Pau Gasol 21 Pau Gasol 18 Kobe Bryant 5 | Pabellón: Staples Center, Los Ángeles, California Asistencia: 18,997 espectadores Árbitros: Joe Crawford, Mike Callahan, Dan Crawford Televisión: ABC |  |  |
| Los Ángeles ganó la serie, 4–3 |                                                        |                |                                                      | |  |  |
|                                |                                                        |                |                                                      | |  |  |

#### (2) Denver Nuggets vs. (6) Dallas Mavericks
| 3 de mayo | Dallas Mavericks                                                 | 95–109         | Denver Nuggets                                           | |  |
|           | Parciales: 24–16, 23–35, 28–31, 20–27                            |                |                                                          | |  |
|           | Estadísticas Dirk Nowitzki 28 Dirk Nowitzki 10 José Juan Barea 5 | 1 Pts Reb Asts | Estadísticas Nenê 24 Chris Andersen 6 Billups 6, Smith 6 | Pabellón: Pepsi Center, Denver, Colorado Asistencia: 19,631 espectadores Árbitros: David Jones, Tom Washington, Dan Crawford Televisión: ABC |  |

| 5 de mayo | Dallas Mavericks                                           | 105–117        | Denver Nuggets                                                       | |  |
|           | Parciales: 22–30, 33–28, 28–28, 22–31                      |                |                                                                      | |  |
|           | Estadísticas Dirk Nowitzki 35 Dirk Nowitzki 9 Jason Kidd 7 | 2 Pts Reb Asts | Estadísticas Anthony 25, Nenê 25 Chris Andersen 9 Chauncey Billups 8 | Pabellón: Pepsi Center, Denver, Colorado Asistencia: 19,890 espectadores Árbitros: Ed Malloy, Mike Callahan, Monty McCutchen Televisión: TNT |  |

| 9 de mayo  | Denver Nuggets                                            | 106–105                               | Dallas Mavericks                                            | |  |
| 5:00 p. m. | Parciales: 20–20, 28–25, 31–35, 27–25                     | Parciales: 20–20, 28–25, 31–35, 27–25 | Parciales: 20–20, 28–25, 31–35, 27–25                       | |  |
|            | Estadísticas Chauncey Billups 32 Nenê 8, Anthony 8 Nenê 4 | 3 Pts Reb Asts                        | Estadísticas Dirk Nowitzki 33 Dirk Nowitzki 16 Jason Kidd 5 | Pabellón: American Airlines Center, Dallas, Texas Asistencia: 20,620 espectadores Árbitros: Ken Mauer, Bennett Salvatore, Mark Wunderlich Televisión: ESPN |  |

| 11 de mayo | Denver Nuggets                                                        | 117–119        | Dallas Mavericks                                            | |  |
|            | Parciales: 34–23, 27–30, 29–32, 27–34                                 |                |                                                             | |  |
|            | Estadísticas Carmelo Anthony 41 Carmelo Anthony 11 Chauncey Billups 7 | 4 Pts Reb Asts | Estadísticas Dirk Nowitzki 44 Dirk Nowitzki 13 Jason Kidd 6 | Pabellón: American Airlines Center, Dallas, Texas Asistencia: 20,523 espectadores Árbitros: Joe Derosa, Marc Davis, Steve Javie Televisión: TNT |  |

| 13 de mayo                | Dallas Mavericks                                            | 110–124        | Denver Nuggets                                                        | |  |  |
|                           | Parciales: 27–34, 28–35, 25–25, 30–30                       |                |                                                                       | |  |  |
|                           | Estadísticas Dirk Nowitzki 32 Dirk Nowitzki 10 Jason Kidd 9 | 5 Pts Reb Asts | Estadísticas Carmelo Anthony 30 Billups 7, Nenê 7 Chauncey Billups 12 | Pabellón: Pepsi Center, Denver, Colorado Asistencia: 19,962 espectadores Árbitros: Bill Kennedy, Joe Crawford, Ron Garretson Televisión: TNT |  |  |
| Denver ganó la serie, 4–1 |                                                             |                |                                                                       | |  |  |
|                           |                                                             |                |                                                                       | |  |  |

### Finales de conferencia: (1) Los Angeles Lakers vs. (2) Denver Nuggets
| 19 de mayo | Denver Nuggets                                                     | 103–105        | Los Angeles Lakers                                      | |  |
|            | Parciales: 31–23, 23–32, 22–19, 27–31                              |                |                                                         | |  |
|            | Estadísticas Carmelo Anthony 39 Kenyon Martin 8 Chauncey Billups 8 | 1 Pts Reb Asts | Estadísticas Kobe Bryant 40 Pau Gasol 14 Derek Fisher 6 | Pabellón: Staples Center, Los Ángeles, California Asistencia: 18,997 espectadores Árbitros: Scott Foster, Tony Brothers, Joe Derosa Televisión: ESPN |  |

| 21 de mayo | Denver Nuggets                                           | 106–103        | Los Angeles Lakers                                     | |  |
|            | Parciales: 23–31, 31–24, 26–26, 26–22                    |                |                                                        | |  |
|            | Estadísticas Carmelo Anthony 34 Anthony 9, Nenê 9 Nenê 6 | 2 Pts Reb Asts | Estadísticas Kobe Bryant 32 Pau Gasol 17 Luke Walton 4 | Pabellón: Staples Center, Los Ángeles, California Asistencia: 18,997 espectadores Árbitros: Dick Bavetta, Marc Davis, Steve Javie Televisión: ESPN |  |

| 23 de mayo | Los Angeles Lakers                                     | 103–97                                | Denver Nuggets                                                          | |  |
| 8:30 p. m. | Parciales: 26–28, 22–24, 23–27, 32–18                  | Parciales: 26–28, 22–24, 23–27, 32–18 | Parciales: 26–28, 22–24, 23–27, 32–18                                   | |  |
|            | Estadísticas Kobe Bryant 41 Pau Gasol 11 Kobe Bryant 5 | 3 Pts Reb Asts                        | Estadísticas Carmelo Anthony 21 Andersen 7, Martin 7 Chauncey Billups 7 | Pabellón: Pepsi Center, Denver, Colorado Asistencia: 19,939 espectadores Árbitros: Derrick Stafford, Dan Crawford, James Capers Televisión: ABC |  |

| 25 de mayo | Los Angeles Lakers                                          | 101–120        | Denver Nuggets                                            | |  |
|            | Parciales: 19–22, 26–30, 21–25, 35–43                       |                |                                                           | |  |
|            | Estadísticas Kobe Bryant 34 Pau Gasol 10 Bryant 5, Walton 5 | 4 Pts Reb Asts | Estadísticas Billups 24, Smith 24 Kenyon Martin 15 Nenê 6 | Pabellón: Pepsi Center, Denver, Colorado Asistencia: 20,037 espectadores Árbitros: Ken Mauer, Bill Spooner, Bennett Salvatore Televisión: ESPN |  |

| 27 de mayo | Denver Nuggets                                                        | 94–103         | Los Angeles Lakers                                      | |  |
|            | Parciales: 25–25, 31–31, 20–20, 18–27                                 |                |                                                         | |  |
|            | Estadísticas Carmelo Anthony 31 Nenê 8, Andersen 8 Chauncey Billups 5 | 5 Pts Reb Asts | Estadísticas Kobe Bryant 22 Lamar Odom 14 Kobe Bryant 8 | Pabellón: Staples Center, Los Ángeles, California Asistencia: 18,997 espectadores Árbitros: Monty McCutchen, Ron Garretson, Tom Washington Televisión: ESPN |  |

| 29 de mayo                     | Los Angeles Lakers                                      | 119–92         | Denver Nuggets                                            | |  |  |
|                                | Parciales: 25–20, 28–20, 30–27, 36–25                   |                |                                                           | |  |  |
|                                | Estadísticas Kobe Bryant 35 Pau Gasol 12 Kobe Bryant 10 | 6 Pts Reb Asts | Estadísticas Carmelo Anthony 25 Nenê 6 Chauncey Billups 9 | Pabellón: Pepsi Center, Denver, Colorado Asistencia: 20,037 espectadores Árbitros: Joe Crawford, Mike Callahan, Mark Wunderlich Televisión: ESPN |  |  |
| Los Ángeles ganó la serie, 4–2 |                                                         |                |                                                           | |  |  |
|                                |                                                         |                |                                                           | |  |  |

## Finales de la NBA:Orlando Magicvs.Los Angeles Lakers
| 4 de junio | Orlando Magic                                                    | 75–100         | Los Angeles Lakers                                      | |  |
|            | Parciales: 24–22, 19–31, 15–29, 17–18                            |                |                                                         | |  |
|            | Estadísticas Mickaël Piétrus 14 Dwight Howard 15 Jameer Nelson 4 | 1 Pts Reb Asts | Estadísticas Kobe Bryant 40 Lamar Odom 14 Kobe Bryant 8 | Pabellón: Staples Center, Los Ángeles Asistencia: 18,997 espectadores Árbitros: Ken Mauer, Dan Crawford, Joe DeRosa Televisión: ABC |  |

| 7 de junio | Orlando Magic                                                  | 96–101         | Los Angeles Lakers                                     | |  |
|            | Parciales: 15-15, 20–25, 30–23, 23–25 (T.E.: 8–13)             |                |                                                        | |  |
|            | Estadísticas Rashard Lewis 34 Dwight Howard 16 Rashard Lewis 7 | 2 Pts Reb Asts | Estadísticas Kobe Bryant 29 Pau Gasol 10 Kobe Bryant 8 | Pabellón: Staples Center, Los Ángeles Asistencia: 18,997 espectadores Árbitros: Steve Javie, Tom Washington, Monty McCutchen Televisión: ABC |  |

| 9 de junio | Los Angeles Lakers                                       | 104–108        | Orlando Magic                                                            | |  |
|            | Parciales: 31–27, 23–32, 21–22, 29–27                    |                |                                                                          | |  |
|            | Estadísticas Kobe Bryant 31 Trevor Ariza 7 Kobe Bryant 8 | 3 Pts Reb Asts | Estadísticas Howard & Lewis 21 cada uno Dwight Howard 14 Hedo Türkoğlu 7 | Pabellón: Amway Arena, Orlando Asistencia: 17,461 espectadores Árbitros: Joe Crawford, Derrick Stafford, Mark Wunderlich Televisión: ABC |  |

| 11 de junio | Los Angeles Lakers                                     | 99–91          | Orlando Magic                                                  | |  |
|             | Parciales: 20–24, 17–25, 30–14, 20–24 (T.E.: 12–4)     |                |                                                                | |  |
|             | Estadísticas Kobe Bryant 32 Pau Gasol 10 Kobe Bryant 8 | 4 Pts Reb Asts | Estadísticas Hedo Türkoğlu 25 Dwight Howard 21 Rashard Lewis 4 | Pabellón: Amway Arena, Orlando Asistencia: 17,461 espectadores Árbitros: Mike Callahan, Scott Foster, Bennett Salvatore Televisión: ABC |  |

| 14 de junio                                        | Los Angeles Lakers                                     | 99–86        | Orlando Magic                                                                    | |  |  |
|                                                    | Parciales: 26–28, 30–18, 20–15, 23–25                  |              |                                                                                  | |  |  |
|                                                    | Estadísticas Kobe Bryant 30 Pau Gasol 15 Kobe Bryant 5 | Pts Reb Asts | Estadísticas Rashard Lewis 18 Howard, Lewis 10 cada uno Lewis, Nelson 4 cada uno | Pabellón: Amway Arena, Orlando Asistencia: 17,461 espectadores Árbitros: Mike Callahan, Scott Foster, Bennett Salvatore Televisión: ABC |  |  |
| Los Angeles Lakers ganó las Finales de la NBA, 4–1 |                                                        |              |                                                                                  | |  |  |
|                                                    |                                                        |              |                                                                                  | |  |  |